# Luchthaven São Filipe
Luchthaven São Filipe (Portugees: Aeroporto do São Filipe) (IATA: SFL, ICAO: GVSF) is een luchthaven in Kaapverdië, gelegen op het eiland Fogo nabij de stad São Filipe. Het is de vierde luchthaven van Kaapverdië.